# Montbarla
Montbarla ist  eine französische Gemeinde  mit 160 Einwohnern (Stand: 1. Januar 2022) im Département Tarn-et-Garonne in der Region Okzitanien. Sie gehört zum Kanton Pays de Serres Sud-Quercy und zum Arrondissement Castelsarrasin. Die Bewohner nennen sich Barlimontains.
Sie grenzt im Norden an Montagudet, im Osten an Saint-Amans-de-Pellagal, im Südosten an Durfort-Lacapelette, im Süden an Montesquieu und im Westen an Miramont-de-Quercy.

## Bevölkerungsentwicklung
| Jahr      | 1962 | 1968 | 1975 | 1982 | 1990 | 1999 | 2008 | 2015 |
| --------- | ---- | ---- | ---- | ---- | ---- | ---- | ---- | ---- |
| Einwohner | 174  | 166  | 151  | 163  | 179  | 165  | 171  | 161  |

## Sehenswürdigkeiten

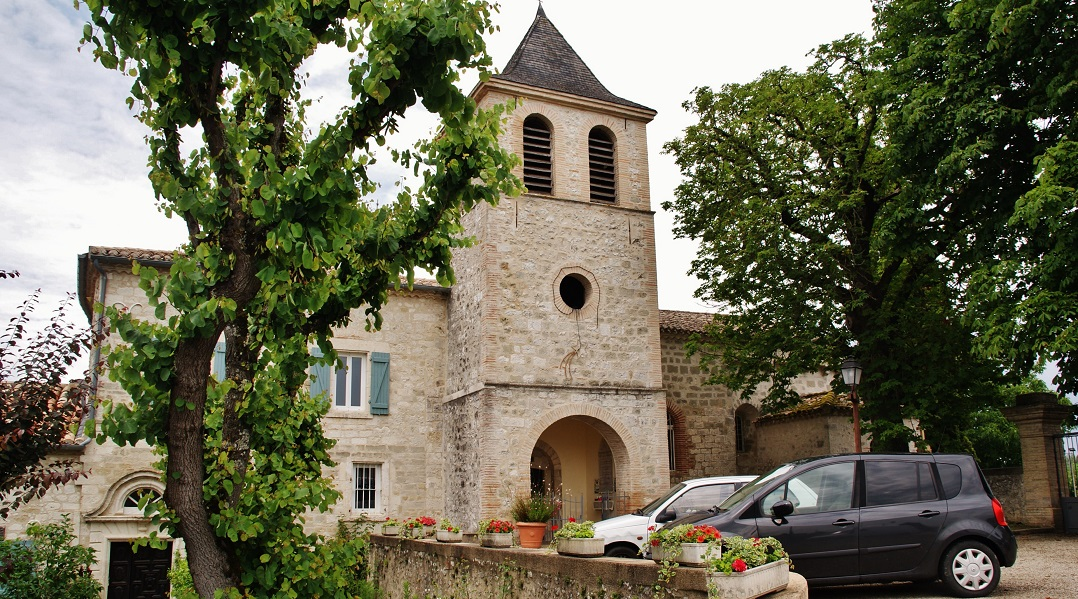
Kirche Saint-Georges

- Kirche Saint-Georges